# The Assassination of Richard Nixon
The Assassination of Richard Nixon (titulada El asesinato de Richard Nixon en España y Días de furia en Argentina) es una película dramática estadounidense de 2004 dirigida por Niels Mueller y protagonizada por Sean Penn, Don Cheadle, Jack Thompson y Naomi Watts. Se basa en la historia del aspirante a asesino Samuel Byck, quien conspiró para matar a Richard Nixon en 1974. Se proyectó en la sección Un Certain Regard del Festival de Cine de Cannes de 2004. El apellido del personaje principal se cambió a Bicke.

## Argumento
En 1973, Sam Bicke (Sean Penn), un residente de Filadelfia de 43 años, es un vendedor poco exitoso que desea desesperadamente reconciliarse con su exesposa Marie (Naomi Watts). Un moralizador constante, afirma que dejó de trabajar en la tienda de neumáticos de su hermano Julius (Michael Wincott) porque mentía a sus clientes. Creyendo que la discriminación de la sociedad afecta a los blancos pobres tanto como a los negros, intenta unirse a las Panteras Negras. Su sueño es tener su propio negocio de venta de neumáticos en sociedad con su mejor amigo, el mecánico afroamericano Bonny (Don Cheadle).
Encuentra empleo en un negocio minorista de muebles de oficina, donde su nuevo jefe Jack (Jack Thompson) le da consejos condescendientes, dado que su torpeza lo hace un mal vendedor. Jack describe al presidente de los Estados Unidos, Richard Nixon, como el mejor vendedor de la historia, porque su promesa electoral en 1968 fue salir de la Guerra de Vietnam, y cuatro años más tarde volvió a ganar una fácil reelección en 1972 con la promesa de terminar con la misma guerra.
Bicke está cada vez más desilusionado estatus en la sociedad. Solicita un préstamo del gobierno para establecer el negocio con Bonny y espera desesperadamente una respuesta por correo. Sus cifras de ventas continúan deteriorándose y Jack, que solo contrata a vendedores casados, comienza a sospechar que Sam mintió sobre su matrimonio. De hecho, Marie sigue refutando todos los intentos incómodos de reconciliación de Sam, y luego le envía una sentencia de divorcio, dejándolo llorando de desesperación. Poco después, imposibilita deliberadamente una venta subiendo el volumen de la televisión en la sala de exposición mientras Jack negocia con un posible cliente. Más tarde renuncia a su trabajo. Mientras ve a Nixon dar un discurso en la televisión durante el escándalo de Watergate, le grita: "¡Se trata de dinero, Dick!" Con el préstamo solicitado aún sin financiar, irrumpe en el negocio de venta de neumáticos de su hermano para hacer un pedido grande que se entregará a Bonny. En última instancia, el préstamo es rechazado, su alquiler está atrasado y su hermano Julius revela que tuvo que rescatar a Bonny, quien fue arrestado por recibir bienes robados, y que está harto de su hermano hipócrita y holgazán.
Sam, destruido, comienza a obsesionarse cada vez más con Nixon. Una noche, después de ver una noticia sobre un piloto de helicóptero que sobrevoló la Casa Blanca y fue arrestado, comienza a elaborar un plan para secuestrar un avión de pasajeros y estrellarlo contra la Casa Blanca. En las dos semanas previas a su acción, graba un mensaje detallando de sus intenciones y estados de ánimo dirigido a Leonard Bernstein, a quien admira mucho.
Sam cierra su cuenta bancaria, roba el arma de Bonny y se dirige a un restaurante donde cena Jack. Apunta el arma a Jack debajo de la mesa, pero no puede apretar el gatillo y huye. Va a la antigua casa suya y de Marie y duerme en la casa vacía, luego dispara y mata al perro de la familia. A la mañana siguiente, conduce hasta el Aeropuerto Internacional de Baltimore-Washington con el arma escondida y una maleta llena de gasolina. Después de enviar su confesión por correo a Bernstein, planea esperar en la fila para abordar un vuelo, pero al ver que los procedimientos de seguridad son más exhaustivos de lo esperado, entra en pánico y se apresura a abordar, disparándole a un policía a medida que avanza.
Una vez a bordo, dispara al azar a un piloto en la cabeza y al otro en el hombro, luego encuentra a un pasajero para que puede actuar como copiloto. Un policía le dispara a través de una ventana, pero se suicida antes de que lo maten o lo arresten. Los eventos del día se muestran en la televisión, aunque ni Bonny ni Marie parecen reaccionar ante la mención del nombre de Sam.

## Reparto
- Sean Penn: Samuel "Sam" Bicke, un vendedor con un historial de trabajos de corta duración.
- Naomi Watts: Marie Andersen Bicke, la exesposa de Sam
- Don Cheadle: Bonny Simmons, el mejor amigo y potencial socio comercial de Sam.
- Jack Thompson: Jack Jones, el nuevo empleador de Sam en una tienda de muebles.
- Mykelti Williamson: Harold Mann, jefe del grupo local de los Black Panther
- Michael Wincott: Julius Bicke, el hermano de Sam
- Nick Searcy: Tom Ford, director de la agencia de préstamos local.
- Brad William Henke: Martin Jones, hijo de Jack, vendedor.
- Joe Marinelli: Mel Samuels

## Recepción
En Rotten Tomatoes, la película tiene un índice de aprobación del 67% según las reseñas de 132 críticos. En Metacritic, la película tiene una puntuación del 68% según las reseñas de 38 críticos, lo que indica "críticas generalmente favorables".
Empire le dio a la película cuatro estrellas de cinco y dijo: "Es genial ver el coraje del Hollywood de los 70 reuniéndose con la convicción del cine independiente del siglo XXI en este drama audaz y audaz". Roger Ebert le dio 3.5 de 4 estrellas.
Stephen Hunter de The Washington Post escribió: "Sonríe sin piedad. Estás en el punto de mira. No hay escapatoria. ¿Dónde está el Servicio Secreto cuando lo necesitas?" 
Roger Ebert describió la película como un estudio de personajes sin mensaje, lo cual consideró perfectamente adecuado. Comparó al protagonista con Travis Bickle de Taxi Driver.
Para el Chicago Tribune, Michael Wilmington le dio 2,5 de 4 estrellas. Él también vio la película en la tradición de películas de la década de 1970 como Taxi Driver.
El Léxico del cine internacional opinó que se trata de: “Una obra de cámara impresionante y un estudio notable de las estructuras sociales misantrópicas (estadounidenses) que con demasiada facilidad convierten a sus víctimas en perpetradores. Impresionantemente interpretado en el papel principal.
Cinema dijo que: "La ya casi olvidada historia del asesino Samuel Joseph Byck [...] proporciona [...] el marco para una obra de cámara psicológica con Sean Penn en plena forma. Conclusión: drama extraño oscuro e intenso"  
En 2018, en una discusión sobre Assassins de Stephen Sondheim, Donald Clarke escribió en The Irish Times que "el análisis cinematográfico más interesante de cualquier personaje presentado en Assassins puede, sin embargo, ser el fascinante e infravalorado The Assassination of Richard Nixon de Niels Mueller de 2004".